# さすらい気分
「さすらい気分」（さすらいきぶん）は、1980年6月5日に発売された野口五郎の35枚目のシングルである。

## 概要
表題曲はTBS火曜20時台のドラマ『青春諸君!夏』の主題歌となった。

## 収録曲
- 全曲作詞：山上路夫／作曲：筒美京平／編曲：大村雅朗

1. さすらい気分
2. 夕暮れギター